# Reacción de deshidratación

Deshidratación del etanol

En química, una reacción de deshidratación es una reacción química que implica la pérdida de agua de la molécula o ion que reacciona, es decir, una reacción de eliminación, pero también la eliminación de agua de cristalización o de agua de aquacomplejos. Las reacciones de deshidratación son procesos comunes, lo opuesto a una reacción de hidratación. 
En síntesis orgánica, donde a menudo se usa un ácido como catalizador,
o agentes deshidratantes, como ácido sulfúrico concentrado, ácido fosfórico o cloruro de zinc anhidro. 

## Ejemplos de Reacciones de Deshidratación

### Conversión de alcoholes aalquenos:
R-CH2-CHOH-R → R-CH=CH-R + H2O
Los alcoholes reaccionan en el calor con deshidratación intramolecular para formar los alquenos correspondientes. Los alcoholes terciarios se deshidratan con especial facilidad. A escala industrial, la deshidratación de alcoholes puede realizarse catalíticamente en fase gaseosa bajo presión. Sin embargo, debido a la fácil disponibilidad de alquenos de fuentes petroquímicas, la importancia de la deshidratación de alcoholes a alquenos ha disminuido. Más bien, los alcoholes se obtienen a gran escala mediante la hidratación de alquenos.
La conversión de etanol en etileno es un ejemplo fundamental:
   CH3CH2OH → H2C=CH2 + H2O
La reacción se acelera con catalizadores ácidos como el ácido sulfúrico y ciertas zeolitas. Estas reacciones suelen tener lugar a través de intermediarios carbocatiónicos, como se muestra en el caso de la deshidratación del ciclohexanol.
Algunos alcoholes son propensos a la deshidratación. Los 3-hidroxicarbonilos, llamados aldoles, liberan agua al permanecer a temperatura ambiente:
RC(O)CH2CH(OH)R'  →  RC(O)CH=CHR'  +  H2O
Una doble deshidratación se ilustra mediante la conversión de glicerol en acroleína:
La dirección preferida en la que se forma el doble enlace se puede determinar a partir de la Regla de Záitsev, llamada así en honor a Aleksandr Záitsev (1841-1910). Afirma que el átomo de hidrógeno requerido se elimina del átomo de carbono vecino con el menor contenido de hidrógeno, formándose el alqueno más altamente sustituido (y, por lo tanto, termodinámicamente estable).

Esquema de reacción: el 1-penteno (izquierda, subproducto) y los productos principales (E)-2-penteno (centro) y (Z)-2-penteno (derecha) se forman a partir del 2-pentanol por eliminación de agua.

### Conversión dealcoholesaéteres:
2 R-OH → R-O-R + H2O
Dos monosacáridos, como la glucosa y la fructosa, pueden unirse (para formar sacarosa) mediante síntesis por deshidratación. La nueva molécula, formada por la unión de los dos monosacáridos, se denomina disacárido.

### Esterificación
RCO2H + R′OH  RCO2R′ + H2O
El ejemplo clásico de una reacción de deshidratación es la esterificación de Fischer-Speier, que implica el tratamiento de un ácido carboxílico con un alcohol para dar un éster.A menudo, estas reacciones requieren la presencia de un agente deshidratante, es decir, una sustancia que reacciona con el agua.

### Conversión deamidasanitrilos
RCONH2 → R-CN + H2O
Los nitrilos a menudo se preparan mediante deshidratación de amidas primarias.

### Conversión deácidos carbóxílicosaanhídridos de ácido(o anhídridos carboxílicos)
2 RCO2H → (RCO)2O + H2O